# Bedekovich Lőrinc
Bedekovich Lőrinc	(Jászapáti, 1751. augusztus 8. – Jászfényszaru, 1823. november 15.) - földmérőmérnök, térképész.

## Életpályája
Bedekovich Lőrinc 1751-ben született Jászapátiban, Bedekovich István és Hiller Anna gyermekeként. Felsőfokú tanulmányait a Budai Királyi Egyetemen végezte, 1779-ben itt szerzett földmérő végzettséget és még ez év, július 2-án a Jászság, Kiskunság és a Nagykunság földmérője, mérnöke lett. Itt a Jászságban,  Jászfényszarun telepedett le, és itt is hunyt el 1823. november 15-én.

## Munkássága
Bedekovich Lőrinc a 18. század második felének egyik jeles magyar térképésze volt. Földmérői hivatali működésének megkezdését követően ő szervezte meg és végezte el a Jászkun kerület pontos felmérését, készítette el a Jászság térképét is. Kiemelt és megoldandó feladatai közé tartozott a Jászság árvíz elleni védekezésének megszervezése, a vizek megfékezése, gátak építése, mocsarak lecsapolása, a vízimalmok zúgóinak rendezése. A levéltári adatok szerint a Jászságon kívül is számos térképet készített a Helytartótanács megbízásából többek között Bácskában, Pest vármegyében és az Ondava vízvidékén is, például 1800-ban még Eger városa is vele készíttetett térképet, mely a Dobicz, a Kalló és Cziffra malmokat ábrázolta. A malmokról készült metszetrajzai is igazolják, hogy a vízimalmok működésének is szakavatott ismerője volt. Az általa készített metszetrajz ábrázolta a vízimalmok típusát is: a Dobicz és a Cifra malom felülcsapó, a kallómalom alulcsapó volt.
Bedekovich Lőrinc munkái időben megelőzték a II. József-féle állami felmérést. 1802-ben jelent meg összefoglaló munkája: Jász-Kun vármegye térképe Karacs Ferenc metszetében.